# MKB Bank

MKB Bank Logo

Die MKB Bank (ehemals: Magyar Külkereskedelmi Bank) ist die drittgrößte Bank in Ungarn.
Die Magyar Külkereskedelmi Bank wurde im Jahre 1950 gegründet. Dabei ging es vor allem um die Förderung des Außenhandels und die Teilnahme am internationalen Zahlungsverkehr. Während der Bankenreformen 1987 bekam die MKB Bank eine Vollbankenlizenz. Danach wurde ein landesweites Filialennetz aufgebaut. Durch die Generalversammlung am 15. Juli 1994 wurde die erste inländische Privatisierung einer großen Bank beschlossen.
1994 stieg die BayernLB in die MKB Bank ein.
2006 erwarb die MKB Bank 60 Prozent der Unionbank in Bulgarien.
2012 musste die BayernLB ihr Engagement bei der MKB Bank beenden. 2014 übernahm die ungarische Regierung vorübergehend wieder die Kontrolle über die Bank.
Die MKB Bank hat Tochterbanken in Bulgarien (MKB Bank Sofia) und in Rumänien (Nextebank).  Die MKB Bank hat über 220.000 Privat- und über 38.000 Firmenkunden.
Die Geschäftsführung liegt bei Erdei Tamás (seit 1991), Simák Pál und Balogh Imre.
Die Zentrale befindet sich in 1056 Budapest, Váci utca 38 (früher: Lipót utca), in dem von Major Ernst Krickl entworfenen, 1899 fertiggestellten (ehemaligen) Militär-Casino.
 Tochtergesellschaften
- MKB Pensionsfonds
- MKB Health Fund
- MKB Investmentfonds
- MKB Versicherungen
- MKB Euroleasing

Versicherungen
Im Jahre 2006 haben die Versicherungskammer Bayern (50 Prozent), die BayernLB (25 Prozent) und die MKB Bank (25 Prozent) zusammen die beiden Versicherungsgesellschaften gegründet:
- MKB Általános Biztosító Zrt.
- MKB Életbiztosító Zrt.